# Magnitudo
In sismologia la magnitudo (in latino magnitūdo, -ĭnis, "grandezza") è una misura indiretta dell'energia meccanica sprigionata da un evento sismico all'ipocentro, basandosi sull'ampiezza delle onde sismiche registrate dai sismografi in superficie. La magnitudo permette di risalire alla quantità totale di energia liberata dall'evento sismico.
Dato che le energie dei terremoti e di conseguenza le ampiezze delle onde sismiche hanno un campo di variazione estremamente ampio, il sismologo statunitense Charles Francis Richter stabilì nel 1935 un metodo per la classificazione dei terremoti in base alla potenza prendendo come riferimento una traccia di ampiezza 0,001 mm lasciata su un sismografo orizzontale a torsione del tipo Wood-Anderson relativa ad un sisma a 100 km di distanza. Il logaritmo dell'ampiezza massima registrata da un sismografo durante un sisma, messo in relazione all'ampiezza di riferimento, propone una scala di valori logaritmica delle energie registrate che venne successivamente detta scala Richter e può anche presentare valori negativi essendo logaritmica.
Contrariamente a una moda invalsa presso i media italiani, in contesti di lingua italiana i decimali della magnitudo si esprimono con la virgola e non con il punto, come stabilito dal Sistema internazionale di unità di misura.

## Magnitudo e intensità
La magnitudo si definisce come il rapporto tra la grandezza in esame e una grandezza campione a essa omogenea, misurato su scala logaritmica. Essendo le grandezze in questione omogenee, la loro unità di misura si elide e perde quindi importanza ai fini della misurazione stessa. Non va dunque confusa con l'intensità, ovvero il rapporto tra potenza e superficie di applicazione, in quanto si tratta in un numero puro (adimensionale), che non ha dunque nessuna unità di misura bensì una grandezza di riferimento.
La magnitudo di un terremoto viene calcolata da misure indirette rispetto al fenomeno stesso quali le ampiezza di oscillazione dei sismografi e l'individuazione dell'ipocentro.  Sarebbe infatti impraticabile fare una misura diretta, sia pure logaritmica come si fa col rumore (decibel). 
Le scale come la Rossi-Forel e la Mercalli sono usate invece per valutare gli effetti del terremoto, e dipendono pertanto dalle condizioni locali (presenza e tipo di costruzioni, distanza dall'epicentro, e così via). Per esempio, un terremoto di uguale magnitudo può avere effetti diversi se avviene in pieno deserto, oppure in un centro abitato dove può provocare danni alle strutture antropiche e vittime.
L'energia rilasciata da un terremoto, a cui è strettamente correlato il suo potere distruttivo, è proporzionale all'ampiezza di oscillazione elevata a {\displaystyle 3/2}. Quindi, in termini di energia rilasciata, una differenza di magnitudo pari a 1,0 è equivalente a un fattore 31,6 ({\displaystyle =({10^{1,0}})^{(3/2)}} ), mentre una differenza di magnitudo pari a 2,0 è equivalente a un fattore 1000 ({\displaystyle =({10^{2,0}})^{(3/2)}} ). Una magnitudo 4,0 è quindi pari a 1000 volte quella di una magnitudo 2,0. Un raddoppio dell'energia rilasciata è rappresentato da un aumento di magnitudo pari a 0,2.
Come esempio, una magnitudo 4,0 è analoga all'esplosione nel raggio di 100 km di una piccola bomba atomica (1000 tonnellate di tritolo), inferiore a quella della bomba di Hiroshima (pari a circa 13000 tonnellate di tritolo, ovvero 55 terajoule). 
Eventi con magnitudo di 4,5 o più grande sono abbastanza forti da essere registrati dai sismografi di tutto il mondo. I terremoti più grandi registrati sono di magnitudo 8 o 9 e avvengono con frequenza di circa uno all'anno. Il più grande mai registrato si verificò il 22 maggio 1960 in Cile, ed ebbe una magnitudo MW di 9,5.
Sebbene teoricamente non esista un limite massimo al valore della magnitudo di un sisma, è ragionevole supporre un limite teorico massimo in virtù del massimo carico di rottura sopportabile dalle rocce che compongono la crosta terrestre e il mantello.

## Tipologie di magnitudo
- ML: Magnitudo locale (Scala Richter)
- MW: Magnitudo del momento sismico
- Mb: Magnitudo delle onde di volume
- Ms: Magnitudo delle onde superficiali
- Md: Magnitudo di durata

## Schema
La magnitudo del terremoto è una misura logaritmica della dimensione del terremoto.
In termini semplici, questo significa che alla stessa distanza dal terremoto, lo scuotimento sarà 10 volte più grande per un terremoto di magnitudo 5 di quello causato da un terremoto di magnitudo 4.
La quantità totale di energia rilasciata dal terremoto, tuttavia, aumenta di un fattore di circa 32 (precisamente 31.622.776.601.683...) per ogni unità di magnitudo.
| Magnitudo | Scuotimento    | Energia Rilasciata (fattore rispetto a magnitudo 0) | Esempio Effetti (approssimativo)                                        |
| --------- | -------------- | --------------------------------------------------- | ----------------------------------------------------------------------- |
| 0         | 1              | 1                                                   | Non avvertito                                                           |
| 0,1       | 1,26           | 1,41                                                | Non avvertito                                                           |
| 0,2       | 1,58           | 1,99                                                | Non avvertito                                                           |
| 0,3       | 1,99           | 2,82                                                | Non avvertito                                                           |
| 0,4       | 2,51           | 3,98                                                | Non avvertito                                                           |
| 0,5       | 3,16           | 5,62                                                | Generalmente non avvertito                                              |
| 0,6       | 3,98           | 7,94                                                | Generalmente non avvertito                                              |
| 0,7       | 5,01           | 11,22                                               | Generalmente non avvertito                                              |
| 0,8       | 6,31           | 15,85                                               | A volte avvertito da strumenti sensibili                                |
| 0,9       | 7,94           | 22,39                                               | A volte avvertito da strumenti sensibili                                |
| 1         | 10             | 31,62                                               | A volte avvertito da strumenti sensibili                                |
| ...       | ...            | ...                                                 | A volte avvertito da strumenti sensibili                                |
| 2         | 100            | 1.000                                               | Possibile lieve scuotimento, oggetti che oscillano                      |
| ...       | ...            | ...                                                 | Possibile lieve scuotimento, oggetti che oscillano                      |
| 3         | 1.000          | 31.623                                              | Scuotimento moderato, crepe nei muri, oggetti che cadono                |
| ...       | ...            | ...                                                 | Scuotimento moderato, crepe nei muri, oggetti che cadono                |
| 4         | 10.000         | 1.000.000                                           | Danni moderati a edifici, caduta di oggetti, spavento diffuso           |
| ...       | ...            | ...                                                 | Danni moderati a edifici, caduta di oggetti, spavento diffuso           |
| 5         | 100.000        | 31.622.777                                          | Danni significativi a edifici, possibili crolli, pericolo per persone   |
| ...       | ...            | ...                                                 | Danni significativi a edifici, possibili crolli, pericolo per persone   |
| 6         | 1.000.000      | 1.000.000.000                                       | Danni gravi a edifici, crolli diffusi, pericolo per persone             |
| ...       | ...            | ...                                                 | Danni gravi a edifici, crolli diffusi, pericolo per persone             |
| 7         | 10.000.000     | 31.622.776.602                                      | Distruzione totale, danni catastrofici                                  |
| ...       | ...            | ...                                                 | Distruzione totale, danni catastrofici                                  |
| 8         | 100.000.000    | 1.000.000.000.000                                   | Distruzione totale, cambiamenti nel paesaggio                           |
| ...       | ...            | ...                                                 | Distruzione totale, cambiamenti nel paesaggio                           |
| 9         | 1.000.000.000  | 31.622.776.601.684                                  | Distruzione totale, cambiamenti nel paesaggio, effetti globali          |
| 9,5       | 3.162.277.660  | 177.827.941.003.876                                 | Distruzione immane, effetti devastanti su vasta area, possibili tsunami |
| 10        | 10.000.000.000 | 1.000.000.000.000.000                               | Eventi ipotetici di magnitudo estrema, effetti globali catastrofici     |